# Singapur Open 1995
Die Singapur Open 1995 im Badminton fand vom 17. bis zum 23. Juli 1995 statt. Das Preisgeld betrug 165.000 US-Dollar und die Veranstaltung hatte damit 6 Sterne in der Grand-Prix-Wertung.

## Sieger und Platzierte
| Disziplin    | Gold                          | Silber                                  | Bronze                       |
| ------------ | ----------------------------- | --------------------------------------- | ---------------------------- |
| Herreneinzel | Joko Suprianto                | Hermawan Susanto                        | Dong Jiong                   |
| Herreneinzel | Joko Suprianto                | Hermawan Susanto                        | Ong Ewe Hock                 |
| Dameneinzel  | Lim Xiaoqing                  | Bang Soo-hyun                           | Ye Zhaoying                  |
| Dameneinzel  | Lim Xiaoqing                  | Bang Soo-hyun                           | Wang Chen                    |
| Herrendoppel | Ricky Subagja Rexy Mainaky    | S. Antonius Budi Ariantho Denny Kantono | Kim Dong-moon Yoo Yong-sung  |
| Herrendoppel | Ricky Subagja Rexy Mainaky    | S. Antonius Budi Ariantho Denny Kantono | Tony Gunawan Rudy Wijaya     |
| Damendoppel  | Ge Fei Gu Jun                 | Gil Young-ah Jang Hye-ock               | Finarsih Lili Tampi          |
| Damendoppel  | Ge Fei Gu Jun                 | Gil Young-ah Jang Hye-ock               | Kim Mee-hyang Kim Shin-young |
| Mixed        | Tri Kusharyanto Minarti Timur | Gil Young-ah Kim Dong-moon              | Kim Shin-young Yoo Yong-sung |
| Mixed        | Tri Kusharyanto Minarti Timur | Gil Young-ah Kim Dong-moon              | Joanne Goode Nick Ponting    |

## Finalergebnisse
| Disziplin    | Sieger                        | Finalist                                | Ergebnis           |
| ------------ | ----------------------------- | --------------------------------------- | ------------------ |
| Herreneinzel | Joko Suprianto                | Hermawan Susanto                        | 15:11, 3:15, 15:10 |
| Dameneinzel  | Lim Xiaoqing                  | Bang Soo-hyun                           | 11:7, 6:11, 11:8   |
| Herrendoppel | Rexy Mainaky Ricky Subagja    | S. Antonius Budi Ariantho Denny Kantono | 15:7, 18:16        |
| Damendoppel  | Ge Fei Gu Jun                 | Jang Hye-ock Gil Young-ah               | 15:12, 15:7        |
| Mixed        | Tri Kusharyanto Minarti Timur | Kim Dong-moon Gil Young-ah              | 15:12, 9:15, 15:10 |